# Aigialaceae
Aigialaceae is een familie van de  Ascomyceten. Het typegeslacht is Aigialus.

## Geslachten
Voglens Index Fungorum bevat het de volgende geslachten:
- Aigialus
- Ascocratera
- Fissuroma
- Neoastrosphaeriella
- Posidoniomyces
- Rimora